# Stanislaw Ulam

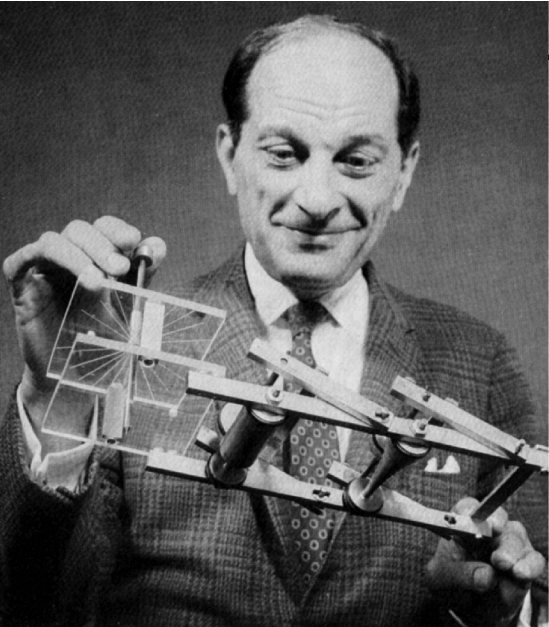
Stanisław Ulam håller the FERMIAC, som var en analogimaskin konstruerad av Enrico Fermi för beräkning av neutontransporten med hjälp av Monte Carlo-metoden.

Stanisław Marcin Ulam, (på polska Stanisław Marcin Ułam) född den 13 april 1909 Lviv/Lwów/Lemberg i dåvarande Galizien och död den 13 maj 1984 Santa Fe, New Mexico, var en polsk-amerikansk matematiker som deltog i Manhattanprojektet, uppfann Monte Carlo-metoden.

## Biografiska uppgifter
Stanisław Ułam, av polsk-judisk börd, föddes i Lviv/Lwów/Lemberg och utbildade sig till ingenjör och doktorerade sedermera i matematik vid Lwóws/Lvivs polytekniska högskola.
Stanisław Ulams farbror Michał Ułam, en byggingenjör och framgångsrik byggherre, ägnade sig även åt spel vid Kasinot i Monte Carlo, och efter flertal familjedraman begick han 1938 självmord i Monte Carlo.

## Grundläggande forskning
Stanisław Ulam utvecklade Monte Carlo-metoden, vilket är en metod för att lösa vissa problem numeriskiskt och är en viktig metod inom beräkningsvetenskapen. Han beskrev även primtal visuellt med Ulams spiral. Inom talteorin beskrev han det som kom att kallas för Ulam-tal.
Stanisław Ulam, tillsammans med Enrico Fermi, John Pasta och Mary Tsingou, studerade, med hjälp av numeriska simuleringar, det som har kommit att kallas för Fermi–Pasta–Ulam problem, vilket ha uppfattats som en paradox inom kaosforskningen.

## Tillämpad verksamhet
Stanisław Ulam deltog i Manhattanprojektet, det projekt som syftade till att konstruera kärnvapen, och som resulterade i att atombomberna över Hiroshima och Nagasaki kunde fällas. Han anses, tillsammans med Edward Teller, vara "vätebombens fader". Ulam utvecklade Monte Carlo-metoden för de beräkningar som krävdes för designen av, kanske främst, the Fat Man. Metodens namn anses ha uppkommit i beaktande av Michał Ułams livsöde. Ulam föreslog kärnkraftsdrivna raketer.